# Phare de Kerlédé
Le phare de Kerlédé est situé sur la commune de Saint-Nazaire. Installé à 500 m dans les terres, il a été mis en service en 1897.

## Historique
Ce phare de terre constituait, avec les feux de Porcé, l'alignement lumineux de l'ancien chenal de la Loire au service des navires menacés par la barre rocheuse des Charpentiers. Il a remplacé la tour du Commerce.

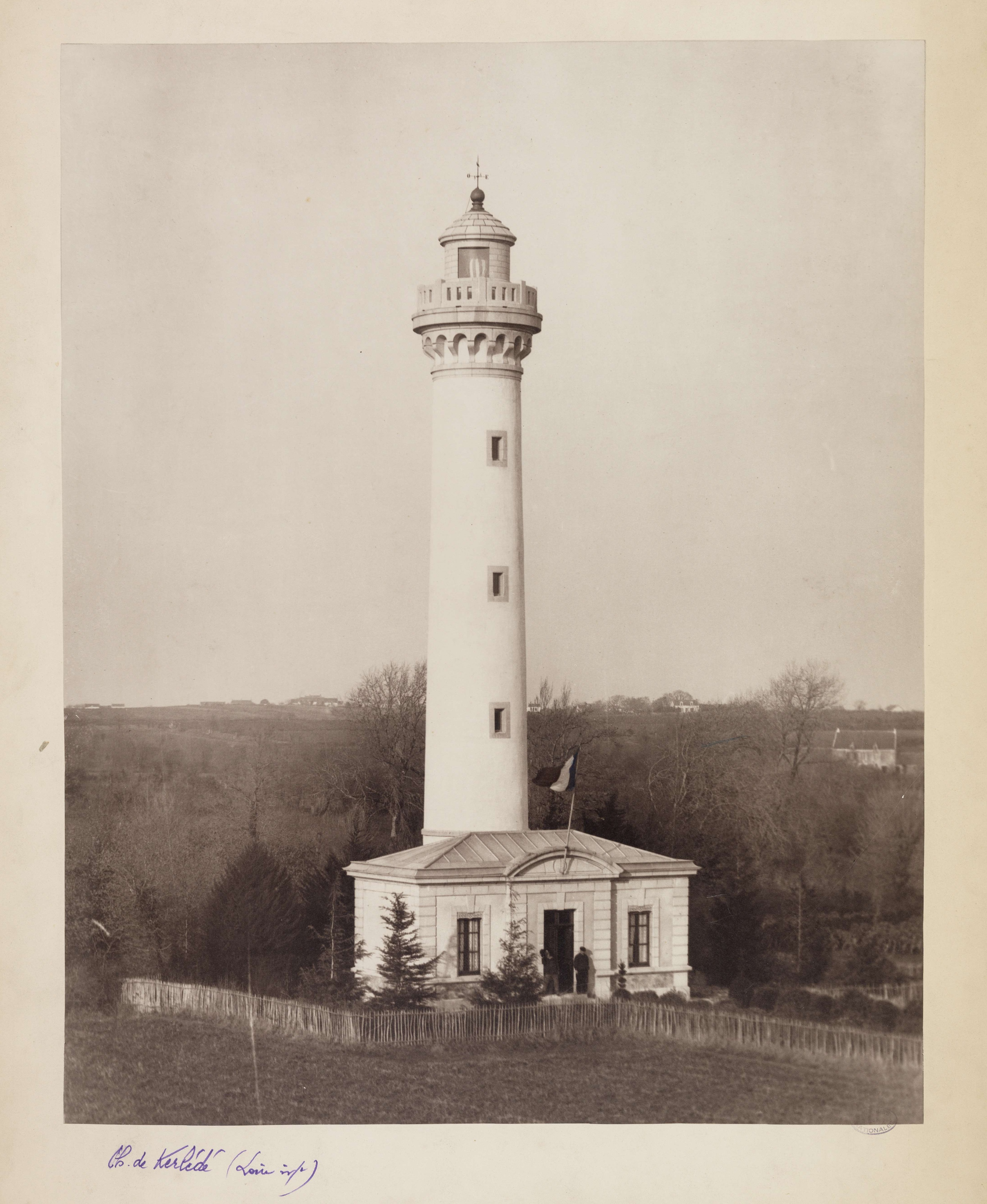
Photographie du phare de Kerlédé (début XXe siècle)

## Phare actuel
Il a fonctionné jusqu'en 1981.
Il peut encore être visité. La ville en a confié la gestion à l'écomusée de Saint-Nazaire.